# Вилауреа (Палермо)
Вилауреа је насеље у Италији у округу Палермо, региону Сицилија.
Према процени из 2011. у насељу је живело 9 становника. Насеље се налази на надморској висини од 260 м.